# Paravea

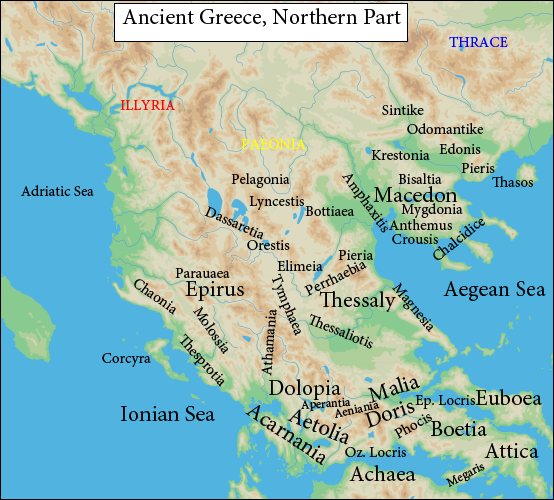
Mappa delle antiche regioni della Grecia centro-settentrionale.

La Paravea (in greco antico: Παραυαία?) era una regione dell'antico Epiro. L'area venne incorporata nel regno di Macedonia nel 350 a.C. andando a far parte della Macedonia superiore. Le tribù dei Tesproziche abitavano questa regione erano detti Paravei (in greco antico: Παραυαῖοι?) sotto re Oredo (in greco antico: Ὄροιδος?) e 1 000 Orestidi, affidati a Oredo da Antioco, loro re, si unirono agli Spartani sotto Cnemo nel terzo anno della guerra del Peloponneso. Riano (III secolo a.C.) li chiama una nazione tesprotica, e altrettanto fa Stefano di Bisanzio citando Riano. Il loro nome, Paravei, significa coloro che abitano accanto all'Aoos, un fiume dell'Epiro, in italiano chiamato Voiussa.